# Dubai Darts Masters 2013
De Dubai Darts Masters 2013 was de eerste editie van de Dubai Darts Masters. Het toernooi was onderdeel van de World Series of Darts. Het toernooi werd gehouden van 23 tot 24 mei 2013 in het Dubai Tennis Centre, Dubai. Michael van Gerwen won het toernooi door in de finale met 11-7 te winnen van Nederlander Raymond van Barneveld.

## Deelnemers
In tegenstelling tot andere World Series of Darts toernooien, doen er in de Dubai Darts Masters geen regionale qualifiers mee. Het deelnemersveld bestaat hier dan ook slechts uit 8 spelers, in plaats van de gebruikelijke 16 deelnemers in de andere World Series of Darts toernooien. De deelnemers waren:
- Phil Taylor
- Adrian Lewis
- James Wade
- Michael van Gerwen
- Simon Whitlock
- Andy Hamilton
- Wes Newton
- Raymond van Barneveld